# Покрајина Куенка
Покрајина Куенка (шп. Provincia de Cuenca) је покрајина Шпаније у аутономној заједници Кастиља-Ла Манча. Главни град је Куенка.